# Die PDS im Westen 1990–2005
Die PDS im Westen 1990–2005. Schlussfolgerungen für eine neue Linke ist der Titel eines 2005 beim Karl Dietz Verlag Berlin erschienenen Sachbuchs des Politologen Meinhard Meuche-Mäker. Die Schrift wurde als 25. Band der Reihe Texte der Rosa-Luxemburg-Stiftung veröffentlicht. Meuche-Mäker analysiert darin, warum sich die Partei des Demokratischen Sozialismus (PDS) zwischen 1990 und 2005 in der Parteienlandschaft der alten Bundesländer nicht erfolgreich etablieren konnte. Daraus leitet er mögliche Strategien zur Überwindung der Krise der PDS in Westdeutschland ab.
Die Arbeit wurde unter anderem von Harald Bergsdorf in der Frankfurter Allgemeinen Zeitung rezensiert und in Presse sowie wissenschaftlicher Literatur regelmäßig aufgegriffen. Die Bundeszentrale für politische Bildung verweist auf das Buch als Referenzliteratur über Die Linke.

## Ausgaben
- Die PDS im Westen 1990–2005. Schlussfolgerungen für eine neue Linke (= Texte/Rosa-Luxemburg-Stiftung. Band 25). Dietz, Berlin 2005, ISBN 3-320-02073-0 (Volltext).